# 癒しの葉
『癒しの葉』（いやしのは）は、紫堂恭子による日本の少女漫画作品。角川書店の『月刊ASUKAファンタジーDX』に1997年より2000年まで連載された。コミックスは全8巻、文庫本全4巻。

## 概要
紫堂恭子の長編本格ファンタジー作品。ファンタジーの世界を舞台に精神医学や心理学に繋がる「心の問題」をテーマとして盛り込んだため、最も難解な内容になっており、解釈を巡っては議論の余地が多い作品。

## あらすじ
聖地と呼ばれるフローンズ島から、持ち出し禁止とされている「癒しの葉」を携えて俗界に渡った聖者サナトールを護衛するため、ドミナトール王国・アビゴール連邦国・エクシア共和国・フルゴール6都市連合の4国から1人ずつ、計4人の護衛役が派遣される。フローンズ島にも近い中立地帯クロス近郊にてそれぞれの国家の思惑を抱えた4人の青年とサナトールの奇妙な共同生活が始まる。ユーリグ、セレス、アジン、リュセルとクロス総督の娘・クレアはそれぞれの抱える問題と向き合いながら、「癒しの葉」の秘密や聖地より襲来した「影の民」（エレメンタル）、混乱に乗じ、自らの復讐を果たそうとするドミナトールの王子・オルフェと対決することになってゆく。

## 登場人物

### 聖者サナトールとその護衛
ユーリグ・グラディウス
主人公。ドミナトール王国オクシオン出身の兵士。黒髪で目は青く、身長が仲間の中で突出して高い。心身ともに頑強で剣術に優れ、敵に対しても独特のゆとりを失わず、咄嗟の判断力にも長ける知勇兼備の猛者。また、偏見がなく誰とでも打ち解けられ愛されるなど、あらゆる点で強く逞しい男。その反面、素直で涙脆く、愛情表現が豊かだが女心には鈍感。なにより重度の天然ボケ。当たり前のように人を愛し、当たり前のように人から愛され、心に一点の曇りも闇も持たない素直な無邪気さを持つせいで、愛情に飢えたオルフェ、グレンといった人々からは強烈な嫉妬を向けられる。
軍隊生活が長かったせいで、横にならず立ったまま目を開いたまま眠れる特技を持つ。体が硬く動作がぎこちないせいで、ドミナトール軍では「機械人形のユーリグ」として有名。敵国出身のセレスとははじめ対立するも深い友情を育み、クレアとは自然に恋に落ちてしまう。
｢癒しの葉｣が落ちてきた場所は右目。物語が進むにつれ、ドミナトール王の庶子であることが判明する。かつて国王暗殺を企てたという濡れ衣を着せられ、異母兄で第一王子のオルフェの弁護で王都からの追放で済ませて貰った恩を持つ。兄を肉親として深く敬愛するあまり、意のままに操縦されていた。しかし、オルフェがガイを暗殺しようと企み、自分を陥れるためにセレスを罠に落としたことに苦悩を抱えることになる。それでも一片たりとも兄に敵意や悪意を抱かず、アビゴールとの開戦に際してセレスとの一騎討ちに臨む。セレスとフィニが結ばれたことを祝福し、セレスの手にかかった。
愛馬は黒馬のウィンタード。馬には特に愛されるせいでセレスの愛馬アルバも手なずけている。
周囲の人々への愛情が深すぎるせいで、誰かのためならばためらいもなく自分の身を差し出してしまうことが最大の美徳にして欠点。最終回で生還を果たすが、戦士であることを捨て“聖者”となる道を歩む。
セレス・アラストール（セレス・エレサール・オルヴィア）
アビゴール連邦国オルヴィア州出身。族長の息子。金髪に金色の瞳。女性のように端正な顔立ちと華奢な体つきをしているが、誇り高き一流の戦士。性格は繊細で几帳面。なにより極端に神経質で接触恐怖も持つ。潔癖で不道徳なものに強い嫌悪を抱く。反面、老人や子供、女性といった弱者に対しては労りや自然な優しさを見せる。小食で甘い物が大嫌い、肥満に生理的嫌悪を示すためアジンとは終盤まで折り合いが悪い。警戒心丸出しで孤立し、誰とも交わろうとしなかったが、ガイの導きと仲間たちとの絆や信頼関係により少しずつ頑なさを解いてゆく。愛馬は白馬のアルバ。
｢癒しの葉｣が落ちてきた場所は左胸。幼い頃、対立していたオルグ一族に襲われた際、母が陵辱され自害する姿を目の当たりにした過去を持つ。また、このとき重罪人の証「裁きの手」を左胸に刻まれた。これらの事からオルグ家に対する復讐の誓いを立てるが、一族と共にオルグ家を襲撃した際、幼い少女だったフィニを見逃した。冷徹になりきれない自分への戒めから、アビゴールにおける復讐の女神の名である｢アラストール｣を名乗っている。フィニが生きている限り復讐の誓いは成就されたことにならないと父・カシムに責められるが、かつての自分と同じで何も事情を知らないフィニを自らの誓いのために傷つけ殺すことに葛藤を抱く。そのことが「影の民」を招き寄せる原因となった。
「影の民」に襲撃された際に左胸を射貫かれ昏倒し、生死の淵を彷徨う。オルフェに拉致された際、｢裁きの手｣を刻まれた部分に更に「K.O.D」(キング・オブ・ドミナトール=ドミナトールの王の所有物、の意)の傷が加えられた。
リュセル・オーリン
エクシア共和国内務大臣の次男。首都コーンスロー出身。聡明で温和な常識人。まとめ役として国情や考え方の違いから衝突し易い他の3人の仲裁役を一手に引き受けている。また、ユーリグとアジンのボケに対するツッコミ役。優等生で常に笑顔を絶やさないが、周囲が思う以上に情熱家で涙もろい。また、いざとなると冷静。人物眼は確かで、一目でガイを見破り、仲間たちの持つ才能や個性についても早い段階から見極め、フィニの秘めた本心を見抜いた。医師の資格も持っている。
｢癒しの葉｣が落ちてきた場所は右腕。長らく家庭問題に心を痛めてきたがガイと仲間たちにより解決をみる。特にセレスに対する恩義と友情は深く、セレスへの二度目の「影の民」襲撃に際しては我が身を盾にして矢から庇おうとした。
ドミナトールへの旅に同行したフィニの真っ直ぐな心に打たれ、自分に関心がなく報われないことを知りながら愛を告白。その後、頑ななセレスから秘めていた想いを引き出し、二人を結びつけるキューピット役を果たす。そのことが、セレスが自らの「影の民」に打ち勝つきっかけとなった。
ユーリグ戦死の報にアジンさえも動揺する中、感傷に浸ることなく丹念に事実を見極める。クレアにユーリグの死を知らせる損な役目も引き受けた。自らの感情よりも課せられた役割を意識した行動をしてしまうのが、リュセルの美徳であり欠点。
アジン・アクババ
フルゴール連邦アクババ市長の息子。次期市長。高慢で鼻っ柱が強く自己中心的で自信過剰。あらゆるモノや人を商売に利用しようとする逞しい商魂を持つ金の亡者で聖者や「癒しの葉」で一儲けを企む。また、毒舌がひどくガイに対しても容赦がない。ユーリグからは「まんじゅう」と称されるほどふくよかに太っており、セレスからは生理的に嫌悪されているが全く意に介さず、豊満な肉体の素晴らしさを常日頃自慢し、誇りに思っている。また値切りの天才で商人を泣かせるほどに底値近くで買い叩く。菓子に限らず料理全般、糖分過多の品ばかり好んで食べる無類の甘党。
｢癒しの葉｣が落ちてきた場所は鼻。他人の影響を受けたり話をありがたがるタイプの人間ではなかったが、リリィとの恋に破れ、そこから立ち直ったことでユーリグたちへの深い友情に目覚める。また、貧民対策にあってはリフォームによる格安での住宅建設など施政面における非凡な才能を発揮する。
オルフェの陰謀によりセレス、ユーリグが相次いで一行を離れる中、優れた頭脳を発揮し、セレス救出のためドミナトールに潜入した際には随所で知謀を働かせる。ただし、影の民に襲われなかったことを自身の人格が「ぱーふぇくと」だからだと嘯き、セレスと大喧嘩になる。
一騎討ちに敗れたユーリグの墓前にて動揺のあまり涙ながらに憤りをあらわにした。
劇中に登場する人物の中で一番の現実主義者。世間の人々がガイを「聖者サナトール」と讃えることにも、戦死したユーリグを「英雄」と讃えることにも反発しており、人間が名声や友情、国家といった概念のために生きたり死ぬことに意味を認めない。また、それぞれが持つ才能や財産でなにかを為す「実績」こそがすべてで、聖者と讃えられながら人々を救う実績を示さないガイを認めておらず、なにもしないのなら「タダのおっさん」にすぎないという見方を最後まで通した。
トウハ・ガイ
聖者サナトール。年齢は50代前後。（劇中では「中年男」などとされる）「影の民」襲来による人々の混乱をすこしでも抑えるため、聖地フローンズ島から帰還する。限られた時間の中で人々に「影の民」を克服する道を示そうとするが、彼が聖地から持ち帰ったとされる「癒しの葉」を巡り国家間が相互監視の目的で勝手に護衛派遣の協定を結んだことに辟易。痛烈な皮肉を込めてユーリグをまんまと騙すことに成功するがリュセルに正体を見破られる。そうして始まった4人の護衛たちとの共同生活を通じ、悩める人々に道を示す。
元はドミナトール軍の兵士。このため身のこなしや剣捌きにも長け、護衛を必要とするほど「か弱く」はない。クロス総督のゴドフリーやドミナトール国王とは旧知の間柄。また、かつてフローンズ島で「影の民」に悩むオルフェ王子と遭い、真実を伝えるが想いが通じることはなく、彼の誤解と狂気が加速してしまった苦い過去を持つ。このため、言葉でなにかを伝えることに消極的で、それぞれが体験したことや直面した問題を通じて助言を与えるに留まっている。
クロスの聖女の式典にて、病気の子供を抱えた母親が救いを求めてクレアにすがろうとした際に、奇跡を強く求める人々に敢えて「生命の樹」を見せる。そのことで混乱が深まり活動が制限され、暗殺の陰謀が表面化してゆくが、若者たちがそれぞれの問題に対峙する後押しを続ける。やがて「影の民」が襲来。必要以上の忠告を避け、それぞれがそれぞれの心の闇と対決するのを見守った。
ドミナトールとアビゴールの戦争が激化する中、リュセルらの心配をよそに護衛たちの前から姿を消し、フローンズ島に単身赴く。そこで生と死の狭間に立つユーリグと最後の会話を交わした後、夢を通じて人々に警句を与えるべく沈み行く島と運命を共にして人々の前から永久に姿を消す。
聖者とは呼ばれていたが、誰よりも人間的で彼自身が迷いや葛藤を抱え間違いも犯し、一人の人間としての自分を大事にして、その上でなにが出来るかを模索し続けた結果が、今後目に見えない困難に立ち向かわなくてはならなくなる人間たちのために命を投げ出すことだった。

### クロスと関係者
フローンズ島にほど近い中立地帯にある都市国家。聖地から戻った聖者を称えて集まったことがきっかけとなって成立した宗教色の強い街。フルゴールやエクシアとの交易で財を成した富裕層と各国から食い詰めて流れてきた貧困層が混じり合うせいで治安が悪く、貧困、売春、犯罪といった深刻な問題が日常化している。世の中の矛盾が凝縮された街。
クレメンティア・ダルシス
物語のヒロイン。中立地帯クロスの総督ゴドフリーの令嬢。愛称クレア。聖者の末裔にあたるダルシス家の女性として「クロスの聖女」の名を受け継ぐ。ところが、幼い頃には自然と発揮できた「癒しの葉」と呼ばれる奇跡の力を喪失したことにより、重すぎる責務と人々の期待が重圧となり、沈みがちで物憂げな少女となってしまう。性格は純真で人を疑うことを知らない。施療院での慈善活動に真剣に取り組み、あらゆる人々との対話を重んじるなど「真の聖女」としての資質とカリスマ性を備える。
サナトールの身の回りを世話するために隠れ家を訪れた際にユーリグと知り合い、その不思議な魅力の虜となり恋に落ちてしまう。ユーリグやセレスたちの協力により、クロスを取り巻く貧困と治安問題の解決に立ち上がり、エヴァンジェリンという知己を得たことで想いの実現に一歩前進するが、そのことが却ってグレンとの決定的な亀裂を招いてしまう。復讐のためセレスを追ってクロスに来たフィニをセレスの依頼で保護し、その誤解を解くことに力を尽くす。
｢癒しの葉｣が落ちてきた場所は喉。言葉をうまく言い表せない自分自身へのもどかしさが「影の民」を招き寄せ、グレンとの言い争いの直後に失語に陥るが、ユーリグやフィニ、セレスらの支えで克服。グレンと和解し彼の想いを受け入れた上で、改めてユーリグを選び、戦に赴くユーリグからその命を預かる。
ゴドフリー・ダルシス
クロス総督。クレアの父。ガイとは古くからの知人でその過去を知る悪友。聖地からの帰還後はその身を匿い隠れ家を提供するなど様々な便宜を取りはからう。病に冒されており、一日のほとんどを病床で過ごし、政治向きのことは副総督のグレンを信頼し任せている。しかし、グレンの心中を知らなかったことで彼が大きな罪を犯し、苦悩する結果となる。
グレンが薬をすり替えたことで病が深刻に悪化し危篤状態となる。だが、奇跡的に回復を遂げたことで、グレンが自分を見失わずに済んだ。
ローラン・グレン
クロスの若き副総督。性格は生真面目で融通が利かず、他人以上に自分に対して厳しい。有能で万事に卒が無いものの完璧主義で情愛に欠け、貧困層や社会的弱者を“悪”として憎み、クレアの聖女としての名声を政治の安定に利用しようとする官僚気質の男。
サナトール暗殺未遂の捜査を通じて、護衛たちと交流を持つようになる。あらゆる面で性格がよく似ているセレスには信頼を寄せるが、クレアを巡るライバルとなったユーリグに対しては露骨な敵意を伺わせる。 口には出さないもののクレアを深く愛しているが、クレア自身の持つカリスマ性に嫉妬し、常に合わせるよう「努力」しているとして、その実束縛していた。
オルフェから言葉巧みに籠絡され、ユーリグやガイに対し強い疑念を植え付けられ、オルフェの部下たちがサナトール襲撃を実行するにあたって便宜を図る。また、クロスの指導者としてスラムに住む弱者の救済に熱意を持つダルシス親娘を軽蔑。自分一人が指導者の座に相応しいと思い上がった結果、ゴドフリーの薬をすり替えて病を悪化させ、亡き者にせんと謀る。
完全主義者だった父親に優しくされたことがないという過去を抱えるが為に「影の民」を引き寄せてしまう。「影の民」の囁きから自らの犯した罪への自責により破滅の一歩手前まで追い詰められるが、セレスが自身の闇を克服したことを聞き、当事者であるクレアやゴドフリーと対話して赦されたことで心を救われる。自らの罪を裁かれることを望んだがクレアは聞き入れず、最終回にてゴドフリーから総督の座を受け継いだ。
エヴァンジェリン
クロスの男妾で娼館の店主。いわゆる性同一性障害を抱えており、体は男だが心は根っからの女性。意見をとりまとめる顔役として男妾たちのグループのみならず、スラム街では一目置かれる存在。ガイからも自分にとってなにが大切か分かっている一人との評価を受ける。偏見とは無縁なユーリグにベタ惚れしている。
暗殺犯捜索に協力した見返りとして、護衛達と野球の親善試合を行う。そのことがきっかけとなってクレアとは“女同士の”深い友情を結ぶようになり、貧困問題に真剣に取り組むクレアを後押し。また、クレアの心の危機においては率先して行動。身分の違いも恐れずグレンとも渡り合う。

### ドミナトール王国と関係者
優秀な軍馬を輩出する軍事国家。アビゴールと100年に渡る深刻な対立を抱え一触即発の状態にある。
オルフェ
ドミナトール王国の第一王子で、次期国王。ユーリグの異母兄。優秀な頭脳とカリスマ性でドミナトールの人々の期待を一身に背負う反面、幼い頃から国王の父と正室の母の愛情を受けずに育ったため、ユーリグや父に対し深い憎悪を抱える。言葉巧みに人々の心を操り。忠誠を誓う部下たちを使って陰謀を巡らせる物語の黒幕。髪が短いことと唇が朱を引いたように赤いことを除けば背格好も顔立ちもユーリグと瓜二つ。
心の闇を深くした結果、ユーリグの母・シャーロットと同じ身分の低い女官達を次々とたらし込んでは食い散らかしていた。父王やユーリグの真っ直ぐな愛情を受け止めることが出来ず、嫉妬心からユーリグになりすまして国王暗殺を企て王都から追放。無実の罪に苦しむユーリグを弁護することで恩を売りつけ、混乱の収束のため父王がユーリグを庇えなかったのを良いことに二人の間を裂く。
やがて「影の民」となって自らにまとわりつく母に苛まれ、解決を求めて赴いたフーロンズ島でガイと出会う。その身に抱えた深き闇を知ったガイが「影の民」についての真実を語るが受け入れようとせず、ガイが聖者サナトールとして帰還するや、“サナトールこそが「影の民」を聖地から招き寄せて世に混乱をもたらそうとしている”と説き、部下達に命じて暗殺を企てる。
ユーリグからなにもかも奪うべく、再びユーリグ本人になりすましてセレスを拉致監禁。古傷にK.O.D（ドミナトール国王の所有物の意）の傷を刻むなどの仕打ちを与えるが、いわれなき屈辱への怒りが「影の民」との邂逅に弱っていたセレスの心を強く呼び覚ます期待とは逆の結果となる。更にはアビゴールとの開戦に踏み切り、深い友情で結ばれたユーリグとセレスを開戦の儀における一騎討ちで争わせ、ユーリグ自身の手で親友・セレスを殺させて心に深い傷をつける目論見が、ユーリグの方が負けてしまうというやはり期待とは逆の結果となる。最後はやはりユーリグになりすましてセレスを騙し討ちにし、クレアを手に入れようとするも国王に陰謀を暴かれ王位継承者から外される。
主要人物の中で唯一人「影の民」を自らの力だけで退けることが出来ず、最後も父や弟に助けられることになった。
ドミナトール国王
オルフェとユーリグの父。かつてドミナトール兵としてアビゴールと戦ったガイとは旧知の間柄で、その身を案じて信頼し愛する息子・ユーリグの派遣を命じた張本人。王子時代に後の王妃との確執からシャーロットを見初めて、ユーリグを成した。
ユーリグを出仕させて手許で養育するが、それに嫉妬したオルフェがユーリグになりすまして国王暗殺未遂の嫌疑で陥れる。事実関係の一切を知りながら国内の混乱を恐れ、敢えて芯の強いユーリグを弁護せずに放置し、オルフェの主張を全面的に受け入れた。だが、そのことがかえってオルフェの心を歪ませる結果となる。事態を静観し続けたがもはや庇いたてることが出来なくなり、オルフェから王位継承権を剥奪。爆発で塔が吹き飛んだときその身でオルフェを庇いつつ奇跡的に生き長らえる。アビゴールとの休戦に際して不利な条件を数多く呑んだことで姪に玉座を譲って退位し、余生はオルフェのために生きると誓う。
シャーロット
ユーリグの母。田舎育ちの闊達な女性。オルフェからは妾と揶揄される。女官として出仕していた際に奔放な魅力で、王妃との確執に悩んでいた王子の心を虜にしてしまい、ユーリグを身ごもる。王命で実家に戻されてからは子供たちに囲まれて幸せに暮らす。国王の求めで12歳のユーリグを出仕させた。ユーリグとは似た者親子。
王妃
オルフェの母。プライドが高く、尊大なために国王との折り合いが悪かった。夫の関心が身分の低い女官だったシャーロットに注がれたことを知って自尊心を傷つけられ、そのことでオルフェに復讐心を植え付けた。物語の7年前に亡くなっていたが、オルフェはセレスに屈辱の傷を刻んだ後、セレスの身を王妃の墓前に吊した。
グリフォス
オルフェの忠実な従者。ウェーブの掛かった長髪が特徴。オルフェの心中を推し量り、陰謀に深く荷担する。しかし、次第に暴走に歯止めが利かなくなるオルフェに振り回されるようになる。

### アビゴール首長国と関係者
部族の族長が代表者として集い合議制で方針を決める国家。他の3カ国とは交流が少なく、独特の掟や生活習慣のために謎に満ちた国とされてきた。ドミナトールとは仇敵として100年以上も争いが続いており、現在は休戦中。
フィリニオン・オルグ
セレスたちエレサール一族と代々争ってきたオルグ一族の娘。愛称はフィニ。金髪金眼でセレスと似た外見を持つ。自分を除く一族の者達を皆殺しにしたエレサール一族に復讐を誓い、その跡取りであるセレスの命を狙うため男装してクロスにやって来た。けなげで誇り高く一途な乙女。セレスを待ち伏せようとして、サナトールを狙う襲撃者たちに襲われたことで、巻き添えになることを案じたセレスの計らいでクレアに保護される。
屋敷が襲撃を受けた際、逃亡を図ろうとしてエニシダに絡まって身動きがとれなくなったところをセレスに見逃して貰い命を救われる。後になって、自分の父がセレスやセレスの母にした残酷な仕打ちを知り、セレスを許そうとするも、素直になることが出来ずにいた。しかし、リュセルから愛を打ち明けられた際に、我知らずセレスへの思慕を抱き、その姿を似せていたことを指摘される。失語していたクレアとの会話でようやくにしてセレスへの素直な気持ちに目覚める。
ガイの忠告に従ってセレスと共にアビゴールに戻り、「影の民」について報告した。その後、首長たちの計らいによりセレスと婚約。オルグ一族最後の生き残りであるフィニがオルグの姓を捨ててセレスと夫婦になることにより、両一族を巡る復讐劇に終止符を打った。
文庫版の描き下しエピソードで、まもなく出産することが語られている。
カシム・エレサール
セレスの父で族長。アビゴールを構成する要人の一人。セレス以上に名誉に敏感な頑固者。対立するオルグ一族に妻を陵辱の上に自害させられ、跡取り息子に追放者の烙印を刻まれる辱めを受けたことに激昂。オルグ一族を襲撃して皆殺しにする。一人生き残ったフィニを探し出して殺し、復讐を成し遂げて名誉を回復するよう促したことがセレスを追い詰め「影の民」を招き寄せる結果となる。
サナトール護衛に赴いたセレスが帰還後に「影の民」の真実を告白し、裁きを首長たちに委ねたことに怒り、セレスをその手にかけようとするが首長たちの取りなしで剣を収める。フィニとの婚約という和解案を示され従うが、「信義の問題」としてドミナトールとの開戦の儀式での一騎討ちに勝つことを要求した。

### エクシア共和国と関係者
4カ国の中では一番の遠方。民主制の海洋国家として他の国々との交流も盛んで政治的には最も安定している。ドミナトールにとっても最友好国。
オーリン夫人
リュセルの母。夫やリュセルに相手にして貰えない寂しさから、幼くとも優秀なマリオンの将来に過剰な期待を抱き、自らのもとに縛り付けてしまう。サナトールにマリオンの治療を依頼するが、身勝手な振る舞いにたまりかねたマリオン自身から拒絶されたことで心を傷つけられる。
口べたなセレスに想いのたけを話したことにより心を軽くし、しばしのクロス滞在の後にマリオンを連れエクシアに帰った。
マリオン・オーリン
リュセルの実弟。｢癒しの葉｣が落ちてきた場所は足。リュセルが大学院の入学で家を出る際に階段から落ち、足の機能を失い歩けなくなっていた。その実は母親の過干渉に対する反感により自ら歩こうとする意志を放棄したことによる。
ユーリグたちとのふれあいにより、少しずつ心を開くようになり、エクシアに戻ってから再び立てるようになる。
リリアナ
クレアの幼馴染みで親友。愛称はリリィ。家族と共にエクシアに移住していたが、「サナトールの奇跡」の見物客に紛れクロスに戻る。｢癒しの葉｣が落ちてきた場所は財布。“玉の輿”を求めてアジンに近づく。ふくよかな容姿も尊大な態度も問題にしなかったが、味覚が決定的に合わなかったことで破局してしまう。大の辛党。

### フルゴール6都市連合と関係者
交易のために集った商人たちの街。豊かで治安も安定している。ただ、成金趣味で拝金主義のせいか他の国家からは良い印象を持たれていない。フローンズ島やクロスにも一番近い。
アクババ市長
アジンの父。「癒しの葉」の権益独占を目論見て、息子のアジンを「護衛」として派遣したある意味太っ腹な人物。同行のために訪れたユーリグからも呆れられる。

### 影の民（エレメンタル）
聖地より海を渡って襲来した異形の化け物。狙いをつけた人々にまとわりついて自殺、狂気、破滅に追い込もうとする。だがその正体は襲われた本人自身の心の内に抑圧された「闇」が自罰の為に実体化したもの。そのため、アジンやフィニのような、良くも悪くも自分の本心に忠実に生きている人間のもとには現れない。
セレスの影の民
セレス本人とその愛馬アルバが合体したかのような、半人半馬のカイロン（ケンタウロス）の姿をした「影の民」。冷徹な表情をしており、その手には弓を持ち、セレスに刻まれた古傷を二度にわたって射貫いて昏倒させる。カイロンはアビゴールの伝説で「良心」を意味するとフィニが忠告したことから、三度目の襲撃に際し、セレス自身が戦士としての己を捨ててもフィニを殺めることはできないと告白したことにより、小さな翼を持つ天使のごとき姿となって彼の中に消えた。「影の民」の本質にユーリグたちが気付くきっかけとなる。
クレアの影の民
人魚の姿をした「影の民」。クレア本人と瓜二つの顔をしているが表情は妖艶。クレアの寝込みを襲って「声」を奪う。クレアが本音を語ることは無用の混乱と争い事を招くとして「沈黙」を強要する。フィニがセレスへの本心を告白したことで呪縛を解き、グレンとの対話で思いの丈を語ったことで消失する。
グレンの影の民
ワニのように大きく裂けた口を持ち、まだら模様の醜い姿をした｢影の民｣。カタコトでグレンに語りかけ悪意を呼び覚まそうとし、グレンに取り憑いてクレアを傷つける。その正体は泣きべそをかく幼き日のグレン自身。父親の愛情を受けなかったことへの不満が生み出した影で、最後は真紅の百合となって姿を消す。
オルフェの影の民
今は亡きドミナトール王妃の姿をした｢影の民｣。ユーリグの名を呼びつつ、ドミナトールの国境付近で目撃され人々を混乱に陥れ、アビゴールとの開戦のきっかけとなる。やがて昼でも目撃されるようになり巨大化してオルフェの籠もる砦に絡みつく。ガイの忠告を無視して、冥界の淵に飛び込んだユーリグが幼い兄の姿を見つけ、その不満を聞き届けた後に、国王がオルフェに示した愛情を証明したことで消失した。

## 既刊一覧
ASUKA COMICS DX 角川書店
発売日はweb KADOKAWAより
1. はた迷惑な護衛たち 1998年4月6日(1998年4月3日発売) ISBN 4-04-852922-6
2. 悩めるこりない人々 1998年6月1日(1998年5月28日発売) ISBN 4-04-852942-0
3. エレメンタル・上陸 1998年12月1日(1998年12月1日発売) ISBN 4-04-853029-1
4. 刻まれた見えない傷 1999年4月8日(1999年4月5日発売) ISBN 4-04-853076-3
5. 信じる者は救われぬ？ 1999年9月1日(1999年8月30日発売) ISBN 4-04-853118-2
6. 私に似ている魔物 2000年2月21日(2000年1月28日発売) ISBN 4-04-853176-X
7. 夜明け前の深い闇 2000年7月1日(2000年6月29日発売) ISBN 4-04-853223-5
8. 迷いながら行こう 2000年12月1日(2000年11月29日発売) ISBN 4-04-853288-X

ホーム社漫画文庫 ホーム社
1. 2009年2月23日 ISBN 978-4-8342-7441-7
2. 2009年2月23日 ISBN 978-4-8342-7442-4
3. 2009年4月22日 ISBN 978-4-8342-7444-8
4. 2009年4月22日 ISBN 978-4-8342-7445-5